# Strání
Strání település Csehországban, a Uherské Hradiště-i járásban. Strání Slavkov, Korytná, Horní Němčí, Březová, Suchá Loz és Nová Lhota településekkel határos. Lakosainak száma 3365 fő (2024. január 1.).

## Népesség
A település lakosságának változását az alábbi diagram mutatja:
| Lakosok száma | 1382 | 2022 | 2426 | 3294 | 3736 | 3522 | 3569 | 3476 | 3225 | 3365 |
|               | 1869 | 1900 | 1921 | 1961 | 1980 | 2011 | 2016 | 2019 | 2021 | 2024 |